# Gajary
Gajary (bis 1927 slowakisch „Gajáre“; deutsch Gayring, ungarisch Gajar – bis 1895 Gajár) ist eine Gemeinde in der Westslowakei.
Die Gemeinde liegt in der westslowakischen Landschaft Záhorie (Teil des Wiener Beckens) an einem Kanal (Zohorský kanál). Westlich der Gemeinde befindet sich das Naturschutzgebiet Záhorie mit dem Grenzfluss March, gegenüber der österreichischen Marktgemeinde Dürnkrut. Die Stadt Malacky ist 7 km entfernt.
Der Ort wurde urkundlich im Jahr 1373 erwähnt.

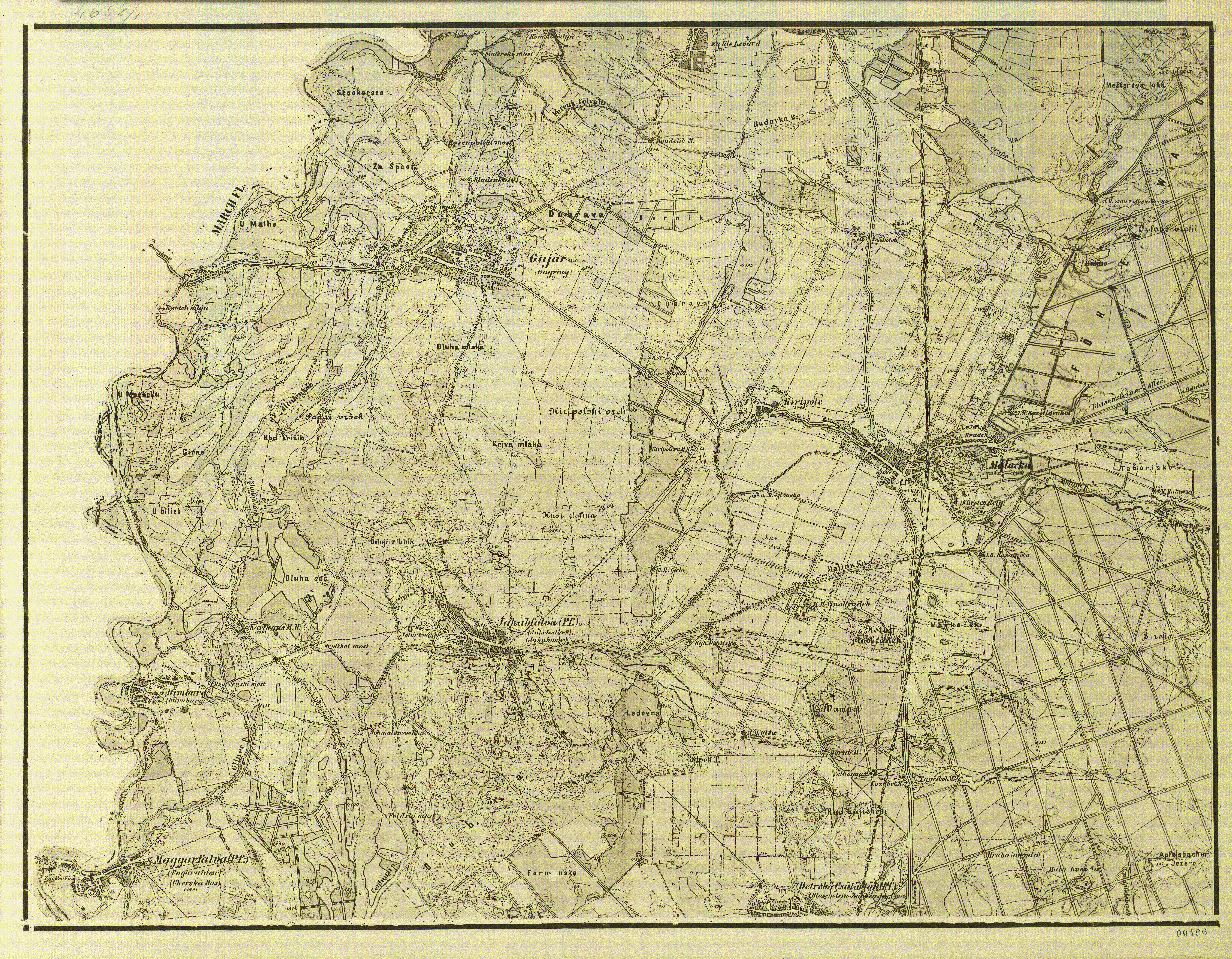
Das damalige Gajar/Gayring und seine Umgebung (oben links) an der Straße von Malacka nach Dürnkrut, um 1873 (Aufnahmeblatt der Landesaufnahme)

## Bevölkerung
| Jahr                | 1994 | 2004     | 2014    | 2024    |
| ------------------- | ---- | -------- | ------- | ------- |
| Anzahl der Personen | 2537 | 2792     | 2936    | 3215    |
| Unterschied         |      | +10,05 % | +5,15 % | +9,50 % |

| Jahr                | 2023 | 2024    |
| ------------------- | ---- | ------- |
| Anzahl der Personen | 3201 | 3215    |
| Unterschied         |      | +0,43 % |

## Söhne und Töchter der Gemeinde
- Franz Krammer (1748–1818), Theologe, Domherr und Hochschullehrer